# Ana Arce
Ana Arce (Madrid, 5 de enero de 1964) fotógrafa y exjugadora de la selección femenina de curling de Andorra. Juega en la selección española.

## Fotografía
Produjo el Calendario de Patrocinio del Equipo Ana Arce 2006 con fotografías desnudas o semidesnudas de jugadoras de curling de diferentes países, incluyendo Dinamarca, Italia, España, Inglaterra, Polonia, Alemania y Canadá. Entre las deportistas, estaban Daniela Jentsch, Melanie Robillard, Lynsay Ryan, Kasia Selwand y Claudia Toth. Realizó un segundo calendario para 2007 que incluía a Christine Keshen, Linn Githmark, Debbie McCormick y Jackie Lockhart.[cita requerida]

## Curling
Arce disputó los Campeonatos Europeos de Curling en 2002, 2003 y 2004 con Andorra. Con el equipo, quedó en los puestos 17.º, 15.º y 21.º, respectivamente. En 2005, pasó al equipo español. Su debut internacional con España se produjo en el Campeonato de Europa de Curling Mixto de 2005, jugando en cabeza de Antonio De Mollinedo González. España terminó en el puesto 16.º. Unos meses más tarde debutó con España en el Campeonato de Europa de 2005. Jugó en tercera posición para Ellen Kittelsen, y el equipo terminó en el puesto 17.
En 2006, con los mismos saltos, Arce fue 20.ª en el Europeo Mixto de 2006 y 17.ª en el Campeonato Europeo de Curling. En el Europeo Mixto de 2007, fue 21ª en el equipo de De Mollinedo. No volvería a jugar en los Campeonatos de Europa hasta 2009, quedando en el puesto 19.º en la pista de Kittelsen. Entretanto, fue 13.ª en el Europeo Mixto de 2008 y 9.ª en el de 2009. En 2008, el equipo estaba formado por José Luis Hinojosa de Torres-Peralta y ella era la suplente femenina del equipo. El equipo de 2009 volvió a estar formado por De Mollinedo.